# Louis-Sébastien Le Nain de Tillemont

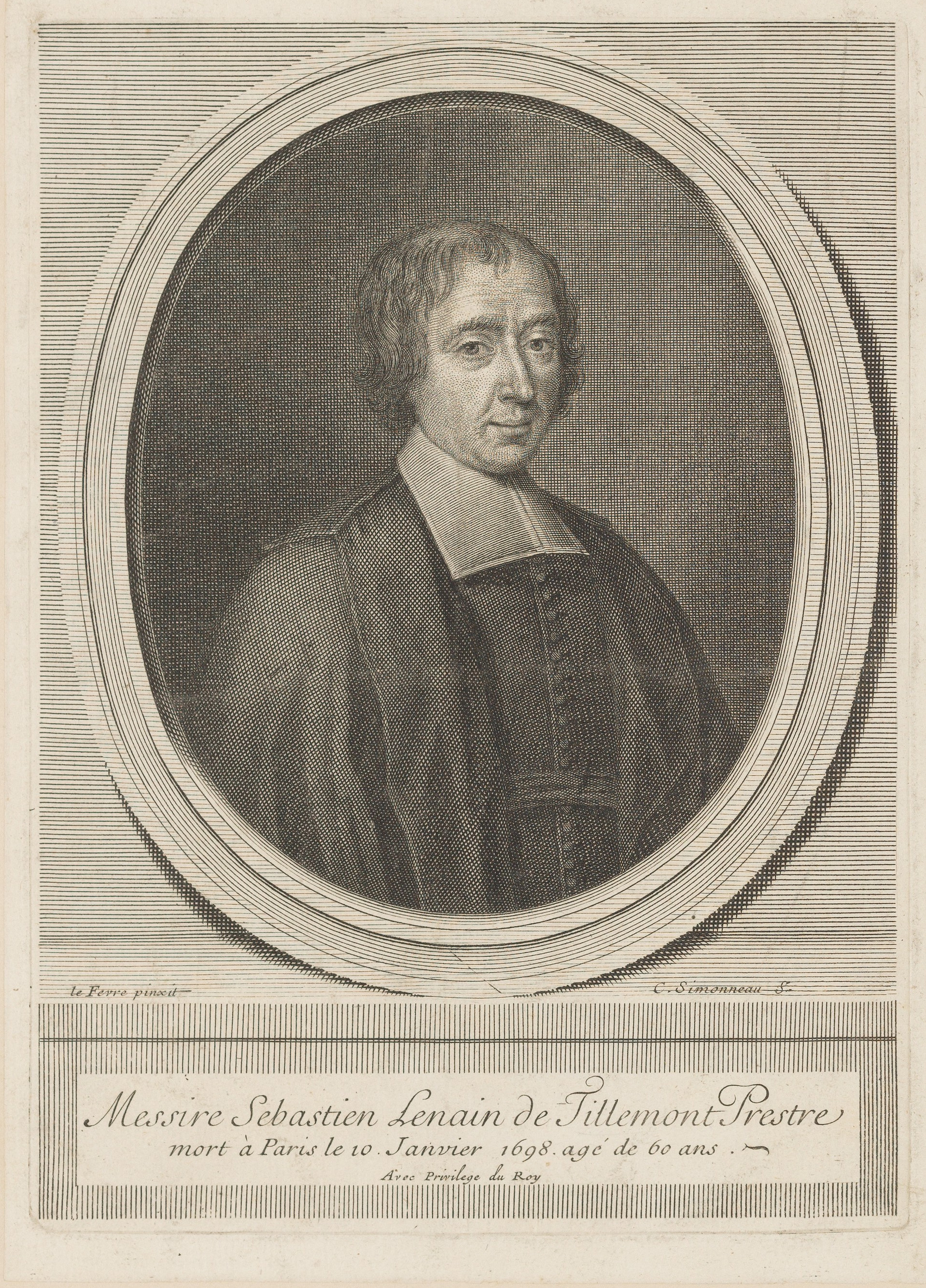
Louis-Sébastien Le Nain de Tillemont in einem zeitgenössischen Stich von Charles Simonneau nach einem Porträt von Claude Lefebvre.

Louis-Sébastien Le Nain de Tillemont (* 30. November 1637 in Paris; † 10. Januar 1698) war ein französischer Historiker.
Tillemont wurde als Angehöriger einer wohlhabenden jansenistischen Familie an den Petites écoles in Port-Royal-des-Champs erzogen. Hier wurde sein historisches Interesse geformt und gefördert. Im Alter von 20 Jahren begann er mit der Arbeit an seinen beiden Monumentalwerken, den Mémoires pour servir à l’histoire ecclésiastique des six premiers siècles (eine Kirchengeschichte der ersten sechs Jahrhunderte) und der Histoire des empereurs et autres princes qui ont régné pendant les six premiers siècles de l’Église (eine Geschichte der römischen Kaiser).
Im Alter von 39 Jahren wurde Tillemont zum Priester geweiht. Er ließ sich in Port-Royal nieder, bis dieses wenige Jahre später, 1679, aufgelöst wurde. Den Rest seines Lebens verbrachte er mit seiner Arbeit auf dem Familiengut in Tillemont. Die Histoire wurde ab 1690, die Mémoires ab 1693 publiziert. Beide Veröffentlichungen waren bei seinem Tod nicht abgeschlossen. Diese Arbeiten gehörten zu den ersten, die eine kritische Übersicht über das gesamte Quellenmaterial lieferten. Sein Stil ist trocken, aber akkurat und detailreich, seine Arbeit wurde aber auch angegriffen, z. B. von Honoratus a Sancta Maria (1651–1729) in dessen Réflexions sur les règles et l’usage de la critique (3 Bände, 1712–1720).
Tillemont wird häufig von Edward Gibbon in dessen Decline and Fall of the Roman Empire zitiert.
Louis-Sébastien Le Nain ist der ältere Bruder des Zisterziensers und Ordenshistorikers Pierre Le Nain.

## Werke
- Vie de Saint Louis roi de France. 1688.
- Histoire des empereurs et autres princes qui ont régné durant les six premiers siècles de l’Histoire. 1691.
- Mémoires pour servir à l’Histoire ecclésiastique des six premiers siècles, justifiés par les citations des auteurs originaux avec une chronologie où l’on fait un abrégé de l’histoire ecclésiastique et avec des notes pour éclaircir les difficultés des faits et de la chronologie. 1693.